# 猫爪牡蛎
猫爪牡蛎（学名：Talonostrea talonata）是牡蠣目牡蛎科爪蛎属的一种。

## 分佈
本物種分佈於中国大陆河北省北戴河、山東青島、浙江象山港一帶的環黃渤海海域、廣東、廣西北部灣等南中國海海域及介乎之間的福建省海域。常栖息在潮间带。

## 外部連結
- 維基物種上的相關：猫爪牡蛎